# Solène Gicquel
Solène Gicquel (* 1. Dezember 1994 in Rennes) ist eine französische Leichtathletin, die sich auf den Hochsprung spezialisiert hat. Sie ist die Tochter des ehemaligen Hochspringers Jean-Charles Gicquel.

## Sportliche Laufbahn
Erste internationale Erfahrungen sammelte Solène Gicquel im Jahr 2014, als sie bei den U23-Mittelmeermeisterschaften in Aubagne mit übersprungenen 1,77 m den fünften Platz belegte. Zwei Jahre später erreichte sie dann bei den Meisterschaften in Tunis mit 1,85 m Rang vier. 2022 startete sie bei den Mittelmeerspielen in Oran und gelangte dort mit 1,84 m auf den fünften Platz und gelangte anschließend bei den Europameisterschaften in München mit 1,86 min auf Rang 13. Im Jahr darauf verpasste sie bei den Halleneuropameisterschaften in Istanbul mit 1,87 m den Finaleinzug. Im August belegte sie bei den Weltmeisterschaften in Budapest mit 1,85 m im Finale den 15. Platz. 2024 kam sie bei den Europameisterschaften in Rom mit 1,85 m nicht über die Vorrunde hinaus und verpasste bei den Olympischen Sommerspielen in Paris mit 1,88 m den Finaleinzug.
In den Jahren 2019 und 2020 sowie 2022 und 2023 wurde Gicquel französische Meisterin im Hochsprung im Freien sowie 2020 und 2021 und 2023 und 2024 auch in der Halle.